# Hospital de la Inclusa

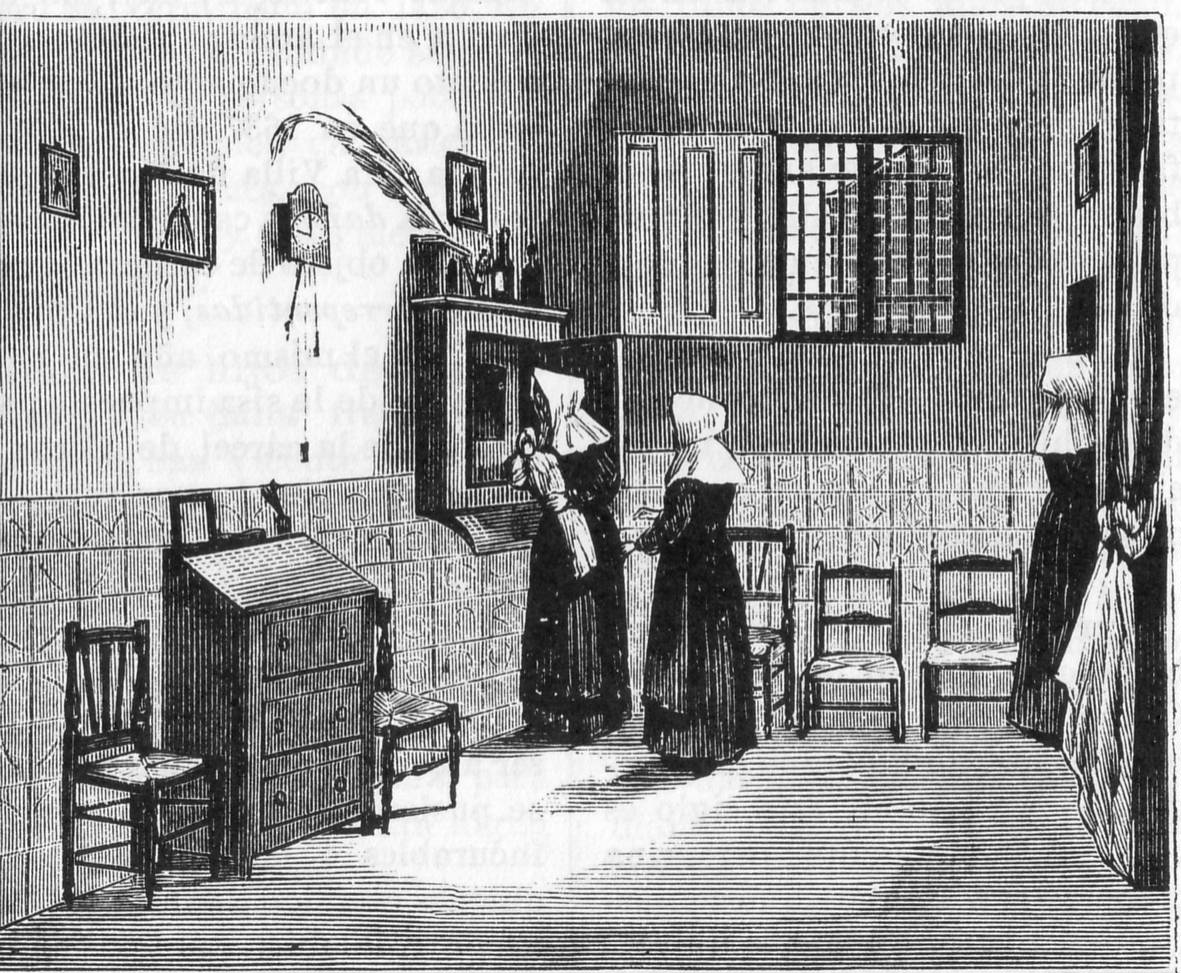
Sala del torno de la Inclusa de Madrid en 1861, por Francisco Ortego.

El Hospital de la Inclusa (llamado también Nuestra Señora de la Inclusa) fue un hospital para niños expósitos situado en las cercanías de la Puerta del Sol de Madrid. Por los planos de Pedro Teixeira se sitúa en la que luego sería calle Preciados.

## Historia
El arquitecto real Bartolomé Hurtado García dirigió las obras en 1654.

### Etimología
Debe su extraño nombre a que, al parecer, hubo en este hospital una imagen conocida como la Virgen de la Inclusa (siendo «inclusa» fruto de la pronunciación española de Enkhuizen, Enckussen, o Enckuissen,) localidad flamenca de la que había sido traída por soldados de Felipe II.
Otras fuentes proponen que la etimología del término inclusa proviene del nombre de una imagen de la virgen conocida como Nuestra Señora de la Inclusa, que presidía la casa de expósitos de Madrid, y que se trajo en el siglo xvi de la isla holandesa de Sluys o «L'Écluse», ("la esclusa").

### Dedicación
Este hospital recogía no sólo a los niños abandonados en las calles, sino también a los recién nacidos en los hospitales de la Pasión y los Desamparados, así como los depositados en la propia “casa refugio” o primitiva “casa de socorro”.
La recogida de niños huérfanos era tarea de la parroquia de San Ginés, que luego los trasladaba a una «casa en la que se gestionaba cómo bautizarlos», así como el enterramiento de los fallecidos y las misas de difuntos correspondientes.
Algunas fuentes mencionan que el origen de la institución de la inclusa se debe al servicio de recogida de recién nacidos organizado en una de las capillas de la iglesia del convento de Mínimos de la Victoria, asistido por la comunidad religiosa de Nuestra Señora de la Soledad y Angustias, establecida en Madrid en 1567.